# 沈祖湜
沈祖湜（約1925年—2015年1月10日）曾任職中央銀行，是新台幣紙幣上「中華民國」字樣的書寫者，一生中寫的書法是一手好書法，是沈葆楨和林普晴的五代孫。中風後，臥病在床多年，2015年1月10日病逝，享耆壽90歲。

## 家庭
- 先祖：沈葆楨、林普晴
- 子女：沈呂巡、沈冬（國立臺灣大學音樂學研究所教授）、沈呂遂（經營臺北翰林筵餐廳）